# Kinttaanluodot
Kinttaanluodot är öar i Finland. De ligger i Skärgårdshavet och i kommunen Masko i landskapet Egentliga Finland, i den sydvästra delen av landet. Öarna ligger omkring 18 kilometer väster om Åbo och omkring 170 kilometer väster om Helsingfors.
Arean för den av öarna koordinaterna pekar på är 8,6 hektar och dess största längd är 0,5 kilometer i sydväst-nordöstlig riktning. I omgivningarna runt Kinttaanluodot växer i huvudsak barrskog. Närmaste större samhälle är Åbo, 17,5 km öster om Kinttaanluodot.